# William Donnison Ford
William Donnison Ford (* 31. Oktober 1779 in Providence, Rhode Island; † 1. Oktober 1833 in Sackets Harbor, Jefferson County, New York) war ein US-amerikanischer Politiker. Zwischen 1819 und 1821 vertrat er den Bundesstaat New York im US-Repräsentantenhaus.

## Werdegang
Der Geburtsort von William Ford wird in den Quellen unterschiedlich angegeben. Neben dem oben angegebenen Geburtsort Providence könnte er auch im Herkimer County im Bundesstaat New York geboren sein. Sicher ist, dass er in Fairfield im Herkimer County aufwuchs und dort auch zur Schule ging. Nach einem anschließenden Jurastudium und seiner im Jahr 1809 erfolgten Zulassung als Rechtsanwalt begann er in Fairfield in seinem neuen Beruf zu praktizieren. Seit 1817 lebte und praktizierte er in Watertown im Jefferson County des Staates New York. Zwischenzeitlich war er im Jahr 1817 auch als Richter am Supreme Court tätig.
Politisch schloss sich Ford der Demokratisch-Republikanischen Partei an. In den Jahren 1816 und 1817 saß er in der New York State Assembly. Bei den Kongresswahlen des Jahres 1818 wurde er als Kandidat seiner Partei im 18. Wahlbezirk des Staates New York in das US-Repräsentantenhaus in Washington, D.C. gewählt, wo er am 4. März 1819 die Nachfolge von David A. Ogden antrat. Da er im Jahr 1820 auf eine weitere Kandidatur verzichtete, konnte er bis zum 4. März 1821 nur eine Legislaturperiode im Kongress absolvieren.
Nach seiner Zeit als Kongressabgeordneter setzte William Ford seine Tätigkeit als Rechtsanwalt fort. Zwischenzeitlich war er auch Bezirksstaatsanwalt im Jefferson County, wo er auch das Amt des Master of Chancery ausübte. Im Jahr 1827 wurde er Ortsvorsteher der Gemeinde Watertown. Um das Jahr 1830 zog er nach Sacketts Harbor, wo er seinen Lebensabend verbrachte. Dort ist er am  1. Oktober 1833 auch verstorben.